# Hellmut Federhofer
Hellmut Federhofer (geboren am 6. August 1911 in Graz, Österreich-Ungarn; gestorben am 1. Mai 2014 in Mainz) war ein österreichischer Musikwissenschaftler.

## Leben
Als Musiker war der als Kapellmeister ausgebildete Federhofer, Sohn des Grazer Mechanik-Professors Karl Federhofer,  Schüler von Alban Berg, Emil von Sauer und Alfred Orel. Er studierte Musikwissenschaft in Graz und Wien und wurde 1936 promoviert. Im folgenden Jahr wurde er Bibliothekar an der Bibliothek der Technischen Hochschule (BTH) Graz und später an der Universitätsbibliothek Graz. 1940 übernahm er die Leitung der BTH Graz. 1944 wurde Federhofer habilitiert. 1959 bekam er eine Professur für Musikwissenschaft. 1962 bis zu seiner Emeritierung 1979 leitete er das musikwissenschaftliche Institut der Universität Mainz. 1999 wurde er zum Dr. h. c. seiner Alma Mater ernannt, 2005 bekam er das Goldene Ehrenzeichen des Landes Steiermark. Ihm wurden drei Festschriften gewidmet. Seine Forschungsschwerpunkte waren steirische Musikgeschichte, Musiktheorie, Mozart, Johann Joseph Fux und der Musiktheoretiker Heinrich Schenker. Der musikalischen Avantgarde stand er skeptisch gegenüber. Noch bis wenige Tage vor seinem Tod war Federhofer wissenschaftlich und publizistisch tätig.
Er war mit der Musikwissenschaftlerin Renate Federhofer-Königs verheiratet und lebte in Mainz. Er ist Vater der Literaturwissenschaftlerin Marie-Theres Federhofer, die seine Musikaliensammlung verwaltet.

## Schriften (Auswahl)
- Niederländische und italienische Musiker der Grazer Hofkapelle Karls II. 1564–1590. = Grazer Hofkapellmusiker 1564–90 (= Denkmäler der Tonkunst in Österreich. 90). Literarhistorische Bemerkungen und Textrevision von Robert John. Österreichischer Bundesverlag, Wien 1954.
- Neue Musik. Ein Literaturbericht (= Mainzer Studien zur Musikwissenschaft. 9). Hans Schneider, Tutzing 1977, ISBN 3-7952-0209-4.
- Akkord und Stimmführung in den musiktheoretischen Systemen von Hugo Riemann, Ernst Kurth und Heinrich Schenker (= Österreichische Akademie der Wissenschaften. Philosophisch-Historische Klasse. Sitzungsberichte. Band 380 = Veröffentlichungen der Kommission für Musikforschung. Heft 21). Verlag der Österreichischen Akademie der Wissenschaften, Wien 1981, ISBN 3-7001-0385-9.
- Heinrich Schenker. Nach Tagebüchern und Briefen in der Oswald Jonas Memorial Collection, University of California, Riverside (= Studien zur Musikwissenschaft. 3). Olms, Hildesheim u. a. 1985, ISBN 3-487-07642-X.
- Musik und Geschichte. Aufsätze aus nichtmusikalischen Zeitschriften (= Musikwissenschaftliche Publikationen. 5). Olms, Hildesheim u. a. 1996, ISBN 3-487-10199-8.